# ルターシュタット
ルターシュタット（ドイツ語: Lutherstadt, 「ルター都市」）とは、ドイツの宗教改革者マルティン・ルターが暮らし、顕著な活動をした都市を指す。ルターシュタットを公式名称に含むのは、都市ではルターシュタット・アイスレーベン、ルターシュタット・ヴィッテンベルク、また地区では、マンスフェルトのマンスフェルト＝ルターシュタット地区 (Mansfeld-Lutherstadt) がある。この3か所は、2012年にヨーロッパ文化遺産ラベル を授与された。

## ルターシュタット連合
ルターシュタット連合 (Bund der Lutherstädte) は、かつてルターが暮らし、活躍した16都市が加盟する連合である。ヴォルムスのルター記念碑の125周年を機に、1993年に設立された。
- アウクスブルク：ルターが教皇の使者トマス・カイェタン（ドイツ語版）に面談した。帝国議会で1530年にはアウクスブルク信仰告白が、また1555年にはアウクスブルクの和議が決められた。
- コーブルク：ルターがアウクスブルク信仰告白の折衝の際に滞在した。
- アイゼナハ：1498年から1501年にかけてルターが暮らし、フランシスコ会神学校に通った。1521年から1522年にかけての10か月間をルターはヴァルトブルク城で「ユンカー・イェルク (Junker Jörg)」として過ごし、新約聖書をドイツ語に翻訳した。
- ルターシュタット・アイスレーベン：ルターが誕生し、死去した。
- エアフルト：ルターは1501年から1505年にエアフルト大学で学び、その後、アウグスティノ修道院で活動した。
- ハレ (ザーレ)：ルターはハレを幾度も訪れ、その後ユストゥス・ヨーナス（ドイツ語版）とともにマンスフェルトへ赴いた。ルターの遺体は特にハレで棺台に安置された。
- ハイデルベルク：ルターがアウグスティノ修道会で彼の神学を解説した。
- マクデブルク：1497年から1498年に、ルターがマクデブルク大聖堂の学校に通った。
- マールブルク：ルターとフルドリッヒ・ツヴィングリが1529年にマールブルク宗教対話（ドイツ語版）のために邂逅した。
- ノルトハウゼン：市参事会が1524年に正式に改革を決議した。これ以前の1522年に当地の聖ペトリ教会 (St.-Petri-Kirche) のルターの信奉者が、ドイツで初めてプロテスタントの説教を行っている。
- シュマルカルデン（ドイツ語版）：ルターが シュマルカルデン同盟の折衝に参加した。
- シュパイアー：1529年にシュパイアー抗議（ドイツ語版）が行われた。
- トルガウ（ドイツ語版）：ルターを庇護したザクセン選帝侯ヨハンとヨハン・フリードリヒ1世の政府が置かれていたため、ルターがたびたび滞在した。1544年には初のプロテスタント教会としてハルテンフェルス城（ドイツ語版）のトルガウ宮廷礼拝堂（ドイツ語版）を聖別した。ルターの妻、カタリナ・フォン・ボーラはトルガウで1552年に死去した。
- ルターシュタット・ヴィッテンベルク：ルターが主要な活動を行った地である。95か条の論題を発表し、カノン法と教皇の破門状を焼却した。ルターはこの地でルター聖書、大教理問答、小教理問答、その他の著作を物した。
- ヴォルムス：ルターが1521年にヴォルムス帝国議会に召喚された。
- ツァイツ（ドイツ語版）：福音派初の監督に腹心のニコラウス・フォン・アムスドルフを据えるため、ルターはたびたびツァイツを訪れた。同地のミヒャエル教会 (Michaeliskirche) には世界で6部のみ残るテーゼの印刷物が収められている。今日ツァイツにはルター一族協会（ドイツ語版）が本拠地を置いており、ルターの子孫が多く住む。

## 「恐れぬ言葉」賞
「ルターシュタット連合」の16都市は、ルターの活動を記念し、1996年から隔年で「恐れぬ言葉 (Das unerschrockene Wort)」賞を授与している。賞金は1万ユーロである。賞は「特別な状況のもと、または具体的な事件の際に、しかしまた長き時を超えて模範的に言葉と行動において社会、教区、国家のために意義のある発言をし、抵抗を代表した」個人に与えられる。受賞者はドイツ人、外国人を問わない。
1996年に第1回の賞が授与された。1999年以降は隔年で加盟都市にて授与されている。受賞者は以下の通り：
- 1996年（ヴォルムス）：リヒャルト・シュレーダー（ドイツ語版）。神学者、哲学者。東ドイツでの揺るがぬ姿勢に対して授与。
- 1999年（アイゼナハ）：ハンス・キュング。神学者。不動のためのカトリックの教義に対する自説を毅然と主張し続けたことに対して。
- 2001年（エアフルト）：ウタ・ライクセンリング (Uta Leichsenring)。エーバースヴァルデ警察署長。極右主義や外国人憎悪による攻撃に対する勇気ある行動に対して。
- 2003年（マクデブルク）：ゲルトラウト・クノル（ドイツ語版）。オーストリアの牧師、政治家。人種差別に対する参画に対して。
- 2005年（ハレ (ザーレ)）：シュテファン・クラフチク（ドイツ語版）。歌手、作家。東ドイツの支配政党、社会主義統一党による活動禁止にも屈しない教会での公演に対して。
- 2007年（シュパイアー）：エメル・ゼイネルアビディン（ドイツ語版）。反対を受けたにもかかわらず、イスラム教徒として、スカーフを着用しないという決断に対して。
- 2009年（ツァイツ（ドイツ語版））：アンドレア・レプケ（ドイツ語版）。ジャーナリスト、政治学者。極右グループの調査とその結果、極右の暴力に対峙せざるをえなくなったことに対して。
- 2011年（ハイデルベルク）：ドミトリー・ムラトフ (Dmitri Muratow) と新聞『ノーヴァヤ・ガゼータ』。ロシアでの汚職、人権侵害に対する活動、表現と報道の自由の擁護に対して。
- 2013年（ルターシュタット・アイスレーベン）：「ナチスお断り（ドイツ語版）」。レーゲンスブルクの飲食店でつくる市民運動で、人種主義者にはサービスを行わない。バンド「プッシー・ライオット」も候補に挙がったが、議論を呼んだ[4]。
- 2015年（ルターシュタット・ヴィッテンベルク）: マザン・ダルウィッシュ（ドイツ語版）、シリアの弁護士、ジャーナリストと、シリア・メディアと言論の自由センター (Syrisches Zentrum für Medien und Meinungsfreiheit)[5]。